# Alte Volksschule (Eppingen)

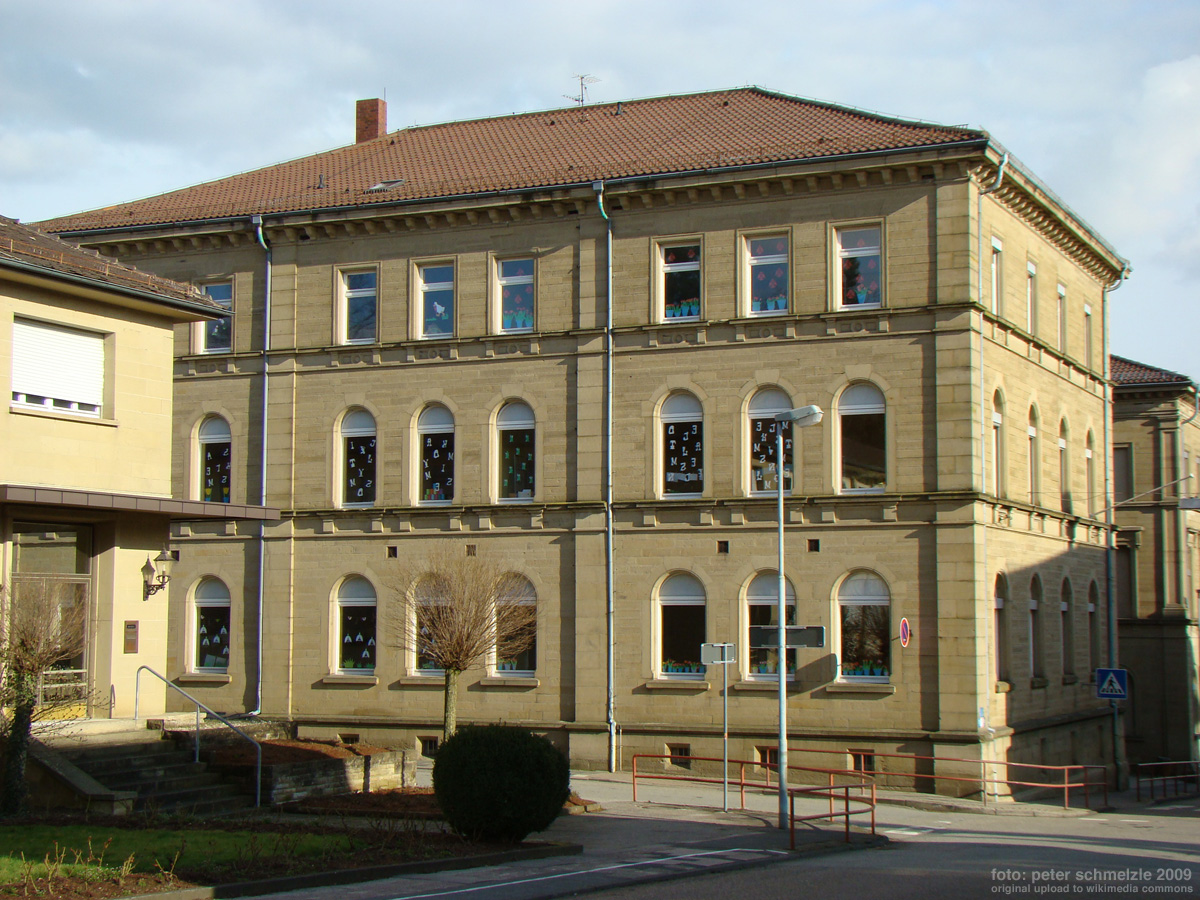
Alte Volksschule in Eppingen

Die Alte Volksschule in Eppingen, einer Stadt im Landkreis Heilbronn (Baden-Württemberg), wurde 1881 nach Entwürfen des Karlsruher Architekten Ludwig Diemer im Stil der Neorenaissance erbaut. In dem Gebäude an der Kaiserstraße 4 befindet sich heute die Grundschule im Rot.